# Бејард (Небраска)
Бејард (енгл. Bayard) град је у америчкој савезној држави Небраска.

## Демографија
По попису из 2010. године број становника је 1.209, што је 38 (-3,0%) становника мање него 2000. године.
| Група             | 2000.         | 2010.       |
| Белци             | 1.030 (82,6%) | 981 (81,1%) |
| Афроамериканци    | 1 (0,1%)      | 3 (0,2%)    |
| Азијати           | 2 (0,2%)      | 4 (0,3%)    |
| Хиспаноамериканци | 198 (15,9%)   | 203 (16,8%) |
| Укупно            | 1.247         | 1.209       |